# Leptosacca lumae
Leptosacca lumae är en svampart som beskrevs av Syd. 1928. Leptosacca lumae ingår i släktet Leptosacca, divisionen sporsäcksvampar och riket svampar.   Inga underarter finns listade i Catalogue of Life.